# Reflacja
Reflacja – zwiększanie skali inflacji będące reakcją na kształtowanie się cen poniżej kosztów produkcji.

## Ekonomia klasyczna
Według klasycznej teorii ekonomii reflacja stanowi zbiór działań prowadzących do wzrostu popytu i ożywienia działalności gospodarczej oraz zwiększenia zatrudnienia w gospodarce.

## Ekonomia liberalna
Według neoliberalnej teorii ekonomii reflacja jest działaniem szkodliwym i stanowi niesprawiedliwą ingerencję w naturalne mechanizmy rynkowe. 
Reflacją były m.in. programy tzw. quantitative easing (poluzowanie polityki pieniężnej) po pęknięciu bańki spekulacyjnej na rynku nieruchomości w USA. Nowo wydrukowane pieniądze zostały przetransferowane do banków, które najwięcej straciły na kredytach hipotecznych.